# Filipo de Crotona
Filipo, hijo de Butácidas (floruit siglo VI a. C.) fue un ciudadano de Crotona. Por compometerse con la hija de Telis, rey de la ciudad estado rival de Sibaris, fue desterrado. Navegó hasta Cirene (antigua ciudad de la actual Libia; y, cuando el príncipe espartano Dorieo, hijo de Anaxandridas II, partió de la costa libia para su expedición siciliana, Filipo tomó parte en la empresa colonizadora con un trirreme de su propiedad, equipado  con una tripulación pagada a sus expensas. Fue asesinado en Sicilia en una batalla entre cartagineses y egesteos. Obtuvo la victoria en los juegos olímpicos de Olimpia. Recibió de los egesteos, debido a su apostura, el honor de la edificación en su memoria de una tumba con un templete, y fue venerado como un héroe, con sacrificios propiciatorios.